# Mark Margolis
Mark Margolis (Filadelfia, 26 de noviembre de 1939-Nueva York, 3 de agosto de 2023) fue un actor estadounidense que comenzó su carrera en 1959.

## Biografía
Mark Margolis nació el 26 de noviembre de 1939 en Philadelphia, Pennsylvania, hijo de Fanya (registrada como Fried) e Isidore Margolis, en el seno de una familia judía.
Margolis estudió en la Universidad de Temple antes de mudarse a Nueva York, donde estudió drama en el Actors Studio. Es conocido por sus papeles secundarios en Scarface y en las seis primeras películas dirigidas por Darren Aronofsky: Pi, Requiem for a Dream, La fuente de la vida, El luchador, Black Swan y Noé. Aronofsky escribió el papel del padre Ávila en La fuente de la vida específicamente para ser interpretado por Margolis.
Margolis tuvo papeles en numerosas series televisivas, incluyendo The Equalizer, Oz, Californication, Breaking Bad, Better Call Saul y Crossing Jordan. También apareció en un episodio de la primera temporada de Quantum Leap. Por su interpretación de Héctor «Tío» Salamanca en Breaking Bad, recibió una nominación al Primetime Emmy al mejor actor invitado - Serie dramática en 2012.
Un día después del fallecimiento del artista, su propio hijo, Morgan Margolis, confirmó el deceso de su padre tras sufrir una “corta enfermedad” en el Hospital Monte Sinaí de la ciudad de Nueva York, sin brindar mayor información, aunque hay que recordar que este actor ya había tenido una cirugía cerebral luego de sufrir una caída mientras filmaba la serie Better Call Saul.

## Filmografía
- Your honor (2023, serie de TV, 5 episodios)
- My Big Fat Greek Wedding 2 (2016)
- Better Call Saul (2015, serie de TV)
- The Affair (2015, serie de TV, 1 episodio)
- Benders (2015, serie de TV)
- 12 Monos (2015, serie de TV)
- Elementary (2015, serie de TV, 1 episodio)
- Gotham (2015, serie de TV)
- Nasty Baby (2015)
- Constantine (2015, serie de TV)
- Noé (2014)
- Beneath (2013)
- Stand Up Guys (2012)
- American Horror Story: Asylum (2012, serie de TV, 3 episodios)
- The Courier (2011, directamente para video)
- The Good Wife (2011, serie de TV, 1 episodio)
- Person of Interest (2011-2012, serie de TV, 3 episodios)
- Mildred Pierce (2011, miniserie)
- Immortals (2011)
- Black Swan (2010)
- The Fallen Faithful (2010)
- Breaking Bad (2009-2011, serie de TV, 8 episodios)
- Nobody (2009)
- Adam (2009)
- El luchador (2008)
- Draw (2008)
- Defiance (2008)
- Gone Baby Gone (2007)
- La fuente de la vida (2006)
- Stay (2005)
- House of D (2004)
- Particles of Truth (2003)
- Daredevil (2003)
- Infested (2002)
- Hannibal (2001)
- The Tailor of Panama (2001)
- Hardball (2001)
- Requiem for a Dream (2000)
- Dinner Rush (2000)
- Fast Food, Fast Women (2000)
- End of Days (1999)
- The Thomas Crown Affair (1999)
- Jakob the Liar (1999)
- Flawless (1999)
- Mickey Blue Eyes (1999)
- Oz (1998-2003, serie de TV, 10 episodios)
- Pi (1998)
- Side Streets (1998)
- Absolute Power (1997)
- The Pallbearer (1996)
- Yo disparé a Andy Warhol (1996)
- Ace Ventura (1994)
- 1492: la conquista del paraíso (1992)
- Star Trek: la nueva generación (1990, serie de TV, un episodio)
- Columbo (1990, serie de TV, un episodio)
- Tales from the Darkside: The Movie (1990)
- Fuerza Delta 2 (1990)
- The Pit and the Pendulum (1990)
- Glory (1989)
- The Secret of My Succe$s (1987)
- The Bedroom Window (1987)
- The Cotton Club (1984)
- Scarface (1983)
- Diner (1982)
- Dressed to Kill (1980)
- Going in Style (1979)
- The Opening of Misty Beethoven (1975)